# Grève générale de Seattle
 (juillet 2018).
La grève générale de Seattle du 6 février au 11 février 1919 est une grève générale à laquelle prirent part plus de 65 000 personnes dans la ville de Seattle aux États-Unis. Des travailleurs mécontents de plusieurs syndicats entamèrent une grève pour obtenir une hausse de salaire après deux années de restrictions dues à la Première Guerre mondiale. La plupart des unions locales, dont les membres de la Fédération américaine du travail (ou AFL) et de l'Industrial Workers of the World (IWW) rejoignirent le mouvement. Bien que la grève ait duré moins d'une semaine, la perspective que les travailleurs puissent paralyser des métropoles importantes comme Seattle perturba la classe dirigeante américaine. La crainte que la grève fut organisée par des anarchistes ou des communistes étrangers, ou qu'elle partageait leurs desseins, conduit à ce qu'on nomme la « Peur rouge ».

## Contexte
La grève survient dans un contexte de radicalisation des travailleurs américains et plus particulièrement de ceux du Nord-Ouest Pacifique. Les syndicats comptaient alors dans leurs rangs beaucoup de sympathisants de la toute jeune révolution russe qui travaillaient à ce que le même type de révolution ait lieu aux États-Unis. Lors de l'automne 1919 par exemple, des dockers de Seattle refusent de prendre en charge des armes destinées à un général russe d'une armée blanche (combattant les bolcheviks) et s'en prennent aux briseurs de grève qui tentaient de charger les armes sur les navires. Durant ces années, les travailleurs de la ville étaient plus syndiqués que jamais ; pour preuve, il y eut une augmentation de syndiqués de 400 % entre 1915 et 1918.
Beaucoup de syndicats de Seattle étaient officiellement affiliés à l'AFL, mais les convictions des travailleurs de la base étaient nettement plus radicales. Un meneur local d'alors s'exprime en ces termes sur les idées des travailleurs de Seattle en juin 1919 :

« Je pense que 95 % d'entre nous estiment que les travailleurs devraient contrôler l'industrie. Nous sommes presque tous d'accord là-dessus pourtant les avis divergent fortement sur la méthode à employer. Certains pensent que nous pouvons prendre le contrôle par le biais du mouvement coopératif, certains par l'action politique, et d'autres par l'action syndicale. »

Un journaliste se souvient de la radicalisation des travailleurs de Seattle, et évoque la diffusion de la propagande traitant de la révolution russe :

« Pendant un temps, on apercevait ces pamphlets par centaines dans les tramways et ferries de Seattle, dans les mains des hommes des chantiers navals allant au travail. Les hommes d'affaires de Seattle parlaient du phénomène avec aigreur; il était évident pour tout le monde que ces travailleurs étudiaient consciencieusement et scrupuleusement comment organiser leur prise de pouvoir. Déjà, les travailleurs évoquaient le « pouvoir ouvrier » comme programme politique, une idée d'un futur pas si lointain. »

## La grève

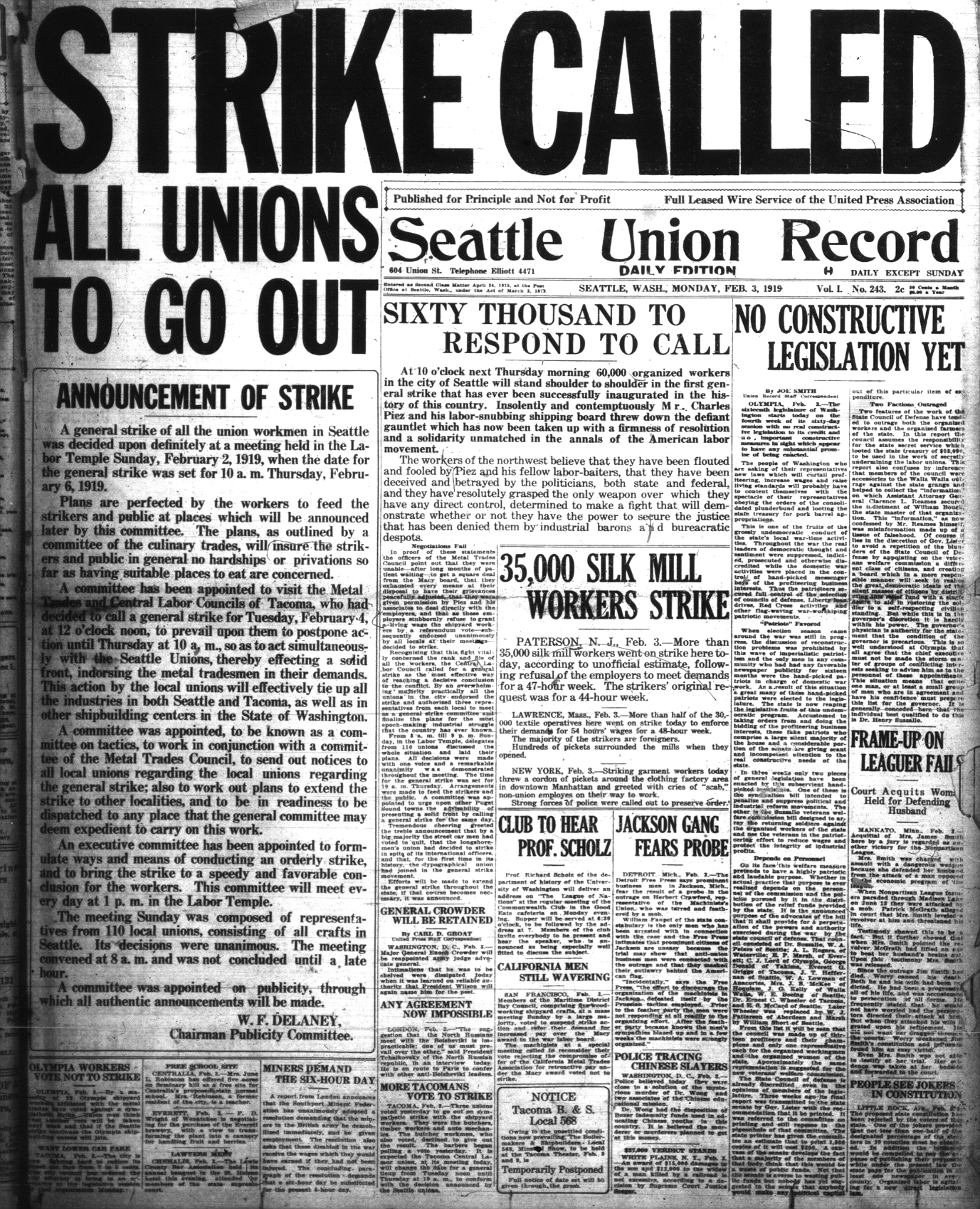
La première page du Seattle Union Record au début de la grève générale de Seattle de 1919.

Quelques semaines après l'armistice du 11 novembre 1918 qui met fin à la Première Guerre mondiale, des syndicats de la construction navale demandent une hausse de salaire pour les ouvriers non qualifiés. Les propriétaires des chantiers répondent en offrant une hausse de salaire concernant seulement les ouvriers qualifiés, probablement une tentative pour diviser le mouvement. L'offre est refusée, et 35 000 travailleurs des chantiers navals de Seattle se mettent en grève le 21 janvier 1919.
Une controverse naît quand Charles Piez, le chef de l'Emergency Fleet Corporation (EFC) (instance dirigeante de la marine marchande, créée par le gouvernement américain pendant la guerre, et à l'époque, premier employeur du secteur), tente d'envoyer un télégramme aux propriétaires des chantiers navals, les menaçant d'annuler les contrats passés avec eux si toute augmentation de salaire était concédée. Le message ne parvient pas à la Metal Trades Association, les propriétaires, mais est accidentellement transmis au Metal Trades Council, le syndicat ouvrier. La colère des travailleurs des chantiers navals se porte non seulement sur leurs employeurs, mais aussi sur le gouvernement fédéral qui, par l'intermédiaire de l'EFC, semblait être contre eux.
Les travailleurs en appellent immédiatement au Seattle Central Labor Council (équivalent de la bourse du travail aux États-Unis) pour qu'il décrète la grève générale de tous les travailleurs de Seattle. Les membres de différents syndicats votent presque unanimement en faveur de la grève, même au sein de syndicats plus conservateurs. Ce ne sont donc pas moins de 110 organisations qui appellent d'une même voix à la grève générale. Celle-ci débute le 6 février 1919 à 10 heures.

## La vie durant la grève
Un comité coopératif composé de la base syndicale des différentes organisations est créé et baptisé le General Strike Committee (« Comité de grève générale »). Il agissait comme un contre-gouvernement virtuel de la ville rappelant la Commune de Paris en 1871. Les travailleurs du comité s'organisent pour parer aux besoins essentiels des habitants de Seattle durant la grève. Par exemple, les ordures sont collectées pour éviter tout risque sanitaire et les pompiers ne cessent pas le travail. Les exceptions à la grève devaient être décrétées par le comité. En général, l'activité était poursuivie partout où son arrêt aurait mis des vies en danger.
Dans d'autres cas, les travailleurs ont agi de leur propre chef pour créer de nouvelles institutions plutôt que de faire perdurer les anciennes. Les livreurs de lait, après s'être vus refusé la permission de maintenir certaines laiteries ouvertes par leurs employeurs, mettent en place un système de distribution comprenant 35 stations laitières de quartier. Un système de distribution alimentaire voit également le jour, qui tout au long de la grève distribue pas moins de 30 000 repas chaque jour. Les grévistes payaient 25 cents par repas, et les autres, 35 cents. Ragoût de bœuf, spaghetti, pain et café étaient distribués gratuitement.
Dans une optique de maintien de la paix, des vétérans de l'armée mettent sur pied une police alternative. Elle prend pour nom la Labor War Veteran's Guard. Elle interdisait l'usage de la force et ne portait pas d'arme ; elle usait uniquement de persuasion. Le maintien de l'ordre n'a pas été nécessaire : la police officielle n'a eu à effectuer aucune arrestation en ce qui concerne les grèves, et les arrestations en général ont baissé de plus de moitié. Le général John F. Morrison, stationné à Seattle, déclare qu'il n'avait jamais vu « une ville aussi tranquille et ordonnée ». Un poème paru dans le Seattle Union Record en témoigne :
« What scares them most is

That NOTHING HAPPENS!

They are ready

For DISTURBANCES.

They have machine guns

And soldiers,

But this SMILING SILENCE

Is uncanny. »
« Ce qui les effraie le plus c'est

Que RIEN NE SE PASSE !

Ils sont prêts

Pour les TROUBLES.

Ils ont des mitrailleuses

Et des soldats,

Mais ce SILENCE AMUSANT

Est troublant. »
Le mode d'organisation adopté par les grévistes évoquait l'anarcho-syndicalisme, reflétant peut-être l'influence de l'IWW dans le Nord-Ouest Pacifique (même si seulement quelques organisations locales étaient officiellement affiliées à l'IWW). La radicalité des évènements était évidente ; les travailleurs comme leurs opposants voyaient cette grève comme un prélude à la révolution. Le Seattle Union Record, dans un éditorial de Anna Louise Strong, tenta de dévaluer la signification historique de la grève générale :

« L'arrêt de la production de Seattle en soi, ne fera pas grand mal à ces messieurs de l'Est. Ils pourraient laisser tout le Nord-Ouest dépérir, tant qu'il ne s'agit que d'argent. Mais que la production contrôlée par le capital s'arrête à Seattle, tandis que les travailleurs s'organisent pour nourrir le peuple, s'occuper des enfants et des malades, et faire régner l'ordre, cela va les remuer, car cela ressemble trop à une prise de pouvoir par les travailleurs. Le Prolétariat ne va pas seulement arrêter la production, mais compte la reprendre, et s'approprier les moyens de production, notamment dans les secteurs nécessaires à la santé et à la sécurité du peuple. Si la grève continue, le Prolétariat se fera un devoir d'éviter que le peuple n'en soit lésé, en reprenant la production dans d'autres secteurs. SOUS SA PROPRE DIRECTION. Et c'est ce qui nous fait dire que nous nous engageons sur une voie dont personne ne sait où elle va nous mener ! »

Le maire de Seattle partageait également le sentiment que cette grève générale était un évènement révolutionnaire mais le concédait avec regret :

« La soi-disant sympathique grève de Seattle était une tentative de révolution. Qu'il n'y ait pas eu de violence n'y change rien... L'intention à peine voilée, était le renversement du système capitaliste ; ici aujourd'hui, et demain partout... Certes il n'y eût ni de coups de feu, ni bombes, ni tués. La révolution je le répète, ne nécessite pas de violence. La grève générale, comme elle fut appliquée à Seattle est en soi l'arme de la révolution, elle est d'autant plus dangereuse car elle est paisible. Pour réussir elle doit pouvoir tout arrêter : stopper le cours normal de la vie de la communauté... Ce qui veut dire court-circuiter le gouvernement. Et c'est là le seul but à atteindre, par tous les moyens possibles. »

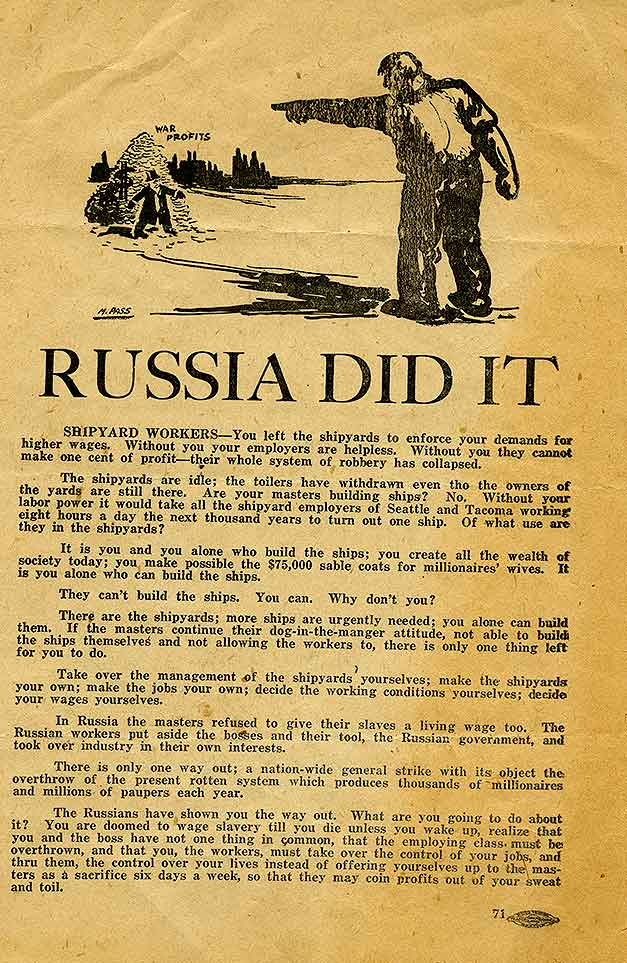
Le pamphlet intitulé « La Russie l'a fait ».

Des pamphlets révolutionnaires jonchaient les rues de la ville. L'un d'entre eux, intitulé « La Russie l'a fait » (« Russia Did It »), proclamait :

« Les Russes vous ont montré la voie. Que vous reste-t-il à faire ? Vous êtes voués à l'esclavage salarié jusqu'à votre mort, sauf si vous ouvrez les yeux et réalisez que vous et le patronat n'avez rien en commun, que la classe dirigeante doit être renversée, et que vous, travailleurs, devez prendre le contrôle du travail, et par extension, le contrôle de vos vies, plutôt que de suer sang et eaux, six jours par semaine, pour que vos patrons puissent s'enrichir. »

## Fin de la grève
Les troupes du gouvernement fédéral furent envoyées sur requête de l'Attorney General de l'État de Washington. 950 marins et marines étaient cantonnés dans la ville au 7 février. Dans le même temps, le maire de Seattle adjoignit 600 hommes aux forces de police et embaucha 2 400 special deputies (aux États-Unis le deputy est l'adjoint du sheriff). Le comité exécutif du General Strike Committee, craignant une violente répression comme c'était alors la coutume lors des grèves américaines du début du XXe siècle, vota la fin de la grève mais se rétracta quand il devint évident que l'enthousiasme pour cette grève était toujours vif au sein de la base syndicale.
La direction de l'AFL se mit à exercer des pressions sur les travailleurs pour qu'ils cessent la grève. Pour diverses raisons, quelques organisations cédèrent et reprirent le travail. La poursuite de la grève créa des divergences si fortes entre grévistes et non-grévistes que le Comité vota la fin de la grève pour le 11 février à midi. Il expliqua les raisons qui l'avaient poussé à prendre cette décision :

« Des pressions de la part des directions syndicales fédérales, locales, de la part des meneurs du mouvement, de la part même de certains leaders qu'une certaine presse qualifie de Bolcheviks. Et ajouté à tout cela, la menace qui pèse sur les travailleurs eux-mêmes, pas de celle de perdre leurs emplois, plutôt celle de vivre dans une ville bouclée. »

La grève initiale des chantiers navals continua. Immédiatement après la fin de la grève générale, 39 membres de l'IWW furent arrêtés comme « meneurs de l'anarchie » (« ringleaders of anarchy »), bien qu'ils n'aient joué qu'un rôle mineur dans le déroulement des évènements.